# Sicamugil cascasia
Sicamugil cascasia és una espècie de peix de la família dels mugílids i de l'ordre dels mugiliformes.

## Morfologia
- Els mascles poden assolir 10 cm de longitud total.[4][5]

## Reproducció
És ovípar i els ous pelàgics.

## Hàbitat
És un peix d'aigua dolça, de clima tropical i demersal.

## Distribució geogràfica
Es troba al Pakistan, l'Índia i Bangladesh.

## Observacions
És inofensiu per als humans.